# Kazimierz Młodzianowski

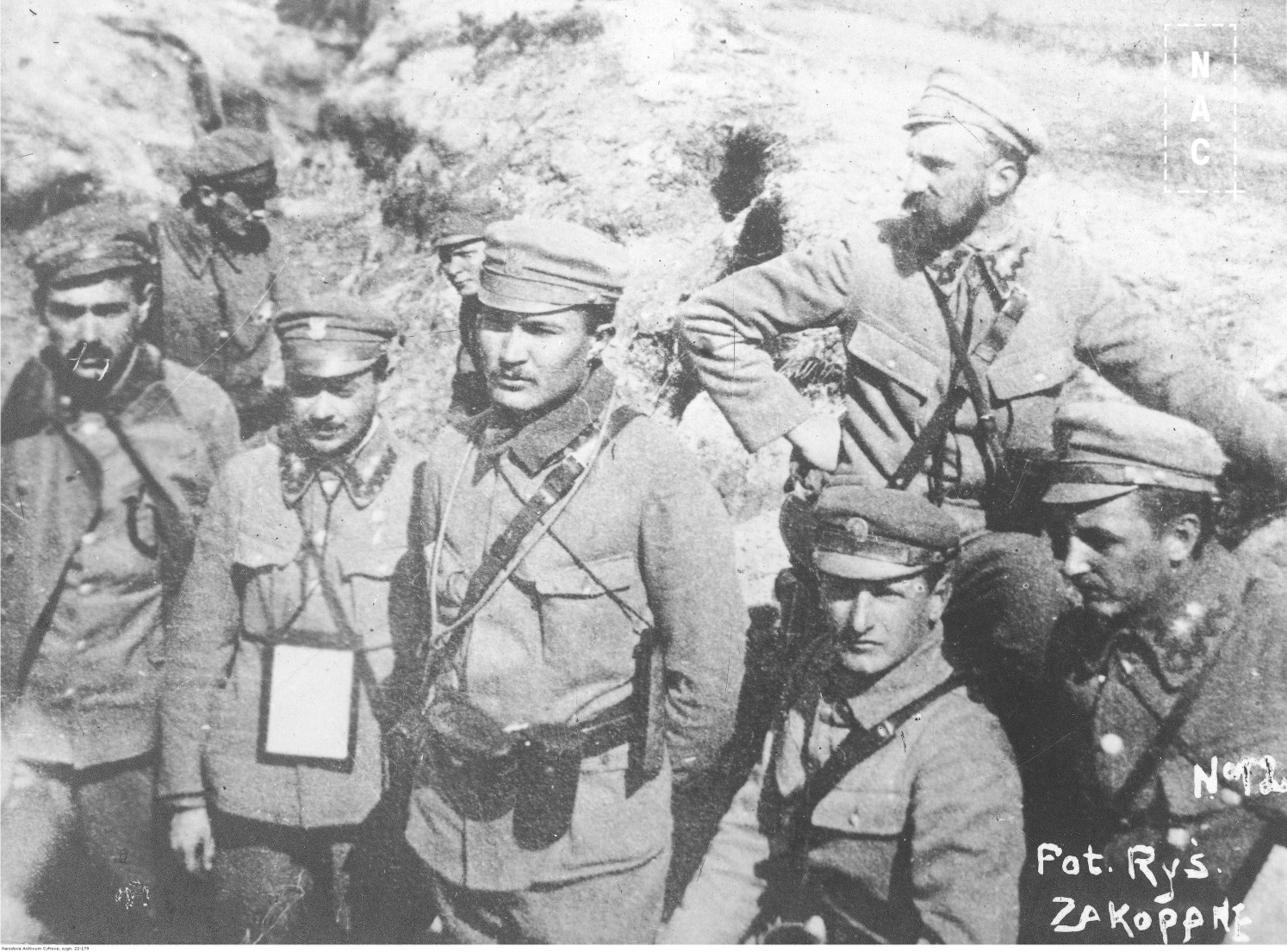
Oficerowie VI batalionu I Brygady Legionów w okopach nad Nidą: porucznik Edward Zinth-Rzecki (1. z lewej), porucznik Stanisław Machowicz-Sawa, major Albin Satyr-Fleszar (4. z prawej), kapitan Franciszek Pększyc-Grudziński (2. z prawej – na dole), porucznik Leopold Lis-Kula, porucznik Kazimierz Młodzianowski-Dąbrowa (2. z prawej- z brodą)

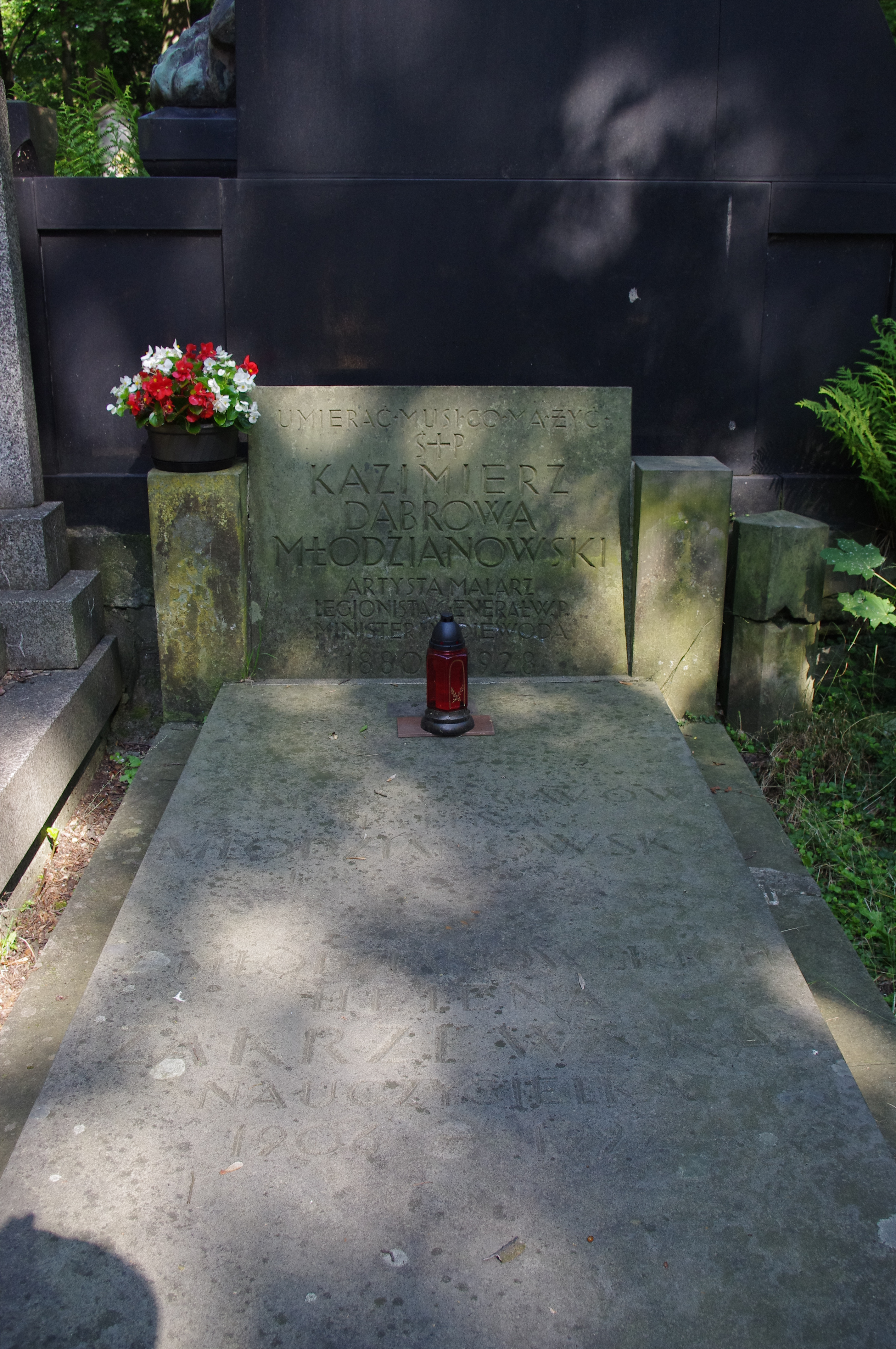
Grób Kazimierza Młodzianowskiego przed konserwacją

Kazimierz Młodzianowski, ps. „Dąbrowa” (ur. 29 lipca 1880 w Woli Soleckiej, zm. 4 lipca 1928 w Krynicy) – artysta malarz i propagator sztuki, legionista, komendant policji, tytularny generał brygady Wojska Polskiego, kawaler Orderu Virtuti Militari, wojewoda poleski (20 października 1924 – 15 maja 1926), minister spraw wewnętrznych (15 maja – 30 września 1926), wojewoda pomorski w randze podsekretarza stanu (18 października 1926  – 4 lipca 1928), wielki propagator budowy portu i miasta Gdyni, autor hasła i akcji Wszystko dla Gdyni.

## Życiorys
Syn Feliksa Stanisława (1840–1926) i Heleny z Symonowiczów, urodzony 29 lipca 1880  w Woli Soleckiej (wówczas gmina Dziurków). 
Dzieciństwo spędził w Boiskach. Następnie przebywał w Łodzi, gdzie po ukończeniu szkoły tekstylnej w latach 1901–1906 i 1909–1913 studiował malarstwo w Akademii Sztuk Pięknych w Krakowie. W 1914 wstąpił do Legionów Polskich. Karierę wojskową zaczął od dowodzenia plutonem w 12 kompanii, następnie dowodził taborami III batalionu 1 pułku piechoty Legionów, był także dowódcą kompanii w tym pułku oraz kompanii obozu wyszkolenia w Zambrowie. Za czyny dokonane w potyczkach legionowych pod Chyżówką w 1914 i Laskiem Kozinkowskim w 1915 r. odznaczony Krzyżem Srebrnym Orderu Wojskowego Virtuti Militari. Podpisany pod wnioskiem płk Marian Kukiel wyraził opinię o Młodzianowkim: „oficer niepospolitej wartości moralnej, uosobiona cnota żołnierska, zasługuje w pełni na krzyż, należny cnotom wojskowym”. Po kryzysie przysięgowym internowany w Beniaminowie.
W 1918 walczył, w składzie 5 pułku piechoty Legionów jako dowódca batalionu, o Lwów. W 1919 zaangażował się w organizowanie Policji Państwowej, 11 kwietnia tego roku został powołany na stanowisko komendanta głównego Policji Komunalnej i Milicji Ludowej. Od 31 maja 1919 ponownie znalazł się w Wojsku Polskim. 12 listopada tego roku, po ukończeniu I kursu Wojennej Szkoły Sztabu Generalnego, został komendantem Szkoły Podchorążych Piechoty w Warszawie. 11 czerwca 1920 został zatwierdzony z dniem 1 kwietnia 1920 w stopniu podpułkownika, w piechocie, w grupie oficerów byłych Legionów Polskich. Od 2 lipca do 13 września 1920 walczył na froncie z bolszewikami. Pełniąc służbę na stanowisku komendanta szkoły, pozostawał oficerem nadetatowym 41 pułku piechoty w Suwałkach. 31 marca 1924 został mianowany na stopień pułkownika ze starszeństwem z 1 lipca 1923 i 11. lokatą w korpusie oficerów piechoty. 3 października tego roku zwolniony z tego stanowiska i przeniesiony w stan nieczynny na okres 12 miesięcy bez prawa do poborów. 4 października 1924 Prezydent RP Stanisław Wojciechowski zezwolił mu „na korzystanie z tytularnego stopnia generała brygady na czas sprawowania funkcji wojewody”. Z dniem 30 listopada 1925 na własną prośbę przeniesiony został do rezerwy.
Był wojewodą poleskim od 20 października 1924 do 15 maja 1926, kiedy został z tego urzędu odwołany, aby objąć stanowisko ministra spraw wewnętrznych w pierwszym rządzie Kazimierza Bartla. 8 czerwca 1926 został powołany ponownie na stanowisko ministra spraw wewnętrznych w drugim rządzie Kazimierza Bartla. 16 czerwca 1926 został przewodniczącym komisji rządowej, której celem było zreorganizowanie struktur administracji centralnej. Komisja pod jego przewodnictwem przygotowała projekt aktu prawnego, który ukazał się jako rozporządzenie Rady Ministrów 25 sierpnia 1926 w sprawie zasad organizacji i urzędowania ministerstw. Gdy po przewrocie majowym podjęto próbę rewizji dotychczasowej polityki państwa wobec mniejszości narodowych, kilku polityków z otoczenia Józefa Piłsudskiego, m.in. Tadeusz Hołówko, Leon Wasilewski i Kazimierz Młodzianowski, wyrażało pogląd, aby realizowaną politykę asymilacji narodowej, jako mało skuteczną, zastąpić asymilacją państwową, korzystną dla państwa i nie wywołującą takiego sprzeciwu wśród mniejszości. Polityka taka miała prowadzić do kształtowania przekonania obywateli niepolskiej narodowości, że Rzeczpospolita Polska jest także ich ojczyzną. 18 sierpnia 1926 Młodzianowski przedstawił projekt „Wytycznych w sprawie stosunku władz rządowych do mniejszości narodowych”. Proponował przeprowadzenie reformy rolnej z uwzględnieniem interesów ludności białoruskiej i ukraińskiej, umożliwienie rozwoju oświaty w językach narodowych tych mniejszości, szybkie unormowanie stanu prawnego Kościoła prawosławnego.
20 września 1926 Klub Chrześcijańskiej Demokracji złożył w sejmie wniosek o wyrażenie wotum nieufności wobec ministra spraw wewnętrznych Kazimierza Młodzianowskiego oraz ministra wyznań religijnych i oświecenia publicznego Antoniego Sujkowskiego. Oba wnioski zostały przyjęte przez sejm 24 września. Rząd Kazimierza Bartla podał się do dymisji. 27 września Młodzianowski został powołany na ministra spraw wewnętrznych w trzecim rządzie Kazimierza Bartla. Rząd ten pracował do 30 września, ponieważ nie uzyskał akceptacji sejmu dla przedstawionego prowizorium budżetowego.
18 października 1926 objął urząd wojewody pomorskiego i pracował na tym stanowisku do śmierci.
Przyjaciel Stefana Żeromskiego, jako minister spraw wewnętrznych nie zrezygnował z działalności artystycznej: w tym samym roku 1926 został współzałożycielem słynnej Spółdzielni Artystów „Ład” – i pierwszym prezesem jej Rady Nadzorczej. Dla „Ładu”, którego wytwory stały się w dwudziestoleciu międzywojennym szkołą gustu, projektował estetyzujące kilimy. Zimą 1915/1916 w Karasinie na Wołyniu, gdzie stacjonowały pułki I Brygady Legionów, był autorem obowiązującego przez całe dwudziestolecie międzywojenne wzoru szabli bojowej oficerów piechoty. Pierwszy datowany egzemplarz szabli tego wzoru pochodzi z 27 czerwca 1916 (został wykonany w Zakładach Zieleniewskiego w Krakowie) – jest to szabla pamiątkowa generała (wtedy podpułkownika) Władysława Sikorskiego.
Zmarł 4 lipca 1928 w Krynicy. Głównym powodem śmierci generała była choroba, ale także przepracowanie. Został pochowany na cmentarzu Powązkowskim (kwatera M-4-10).
W 2022 roku z inicjatywy premiera Mateusza Morawieckiego grób pułkownika został poddany konserwacji. Cały projekt został realizowany przez Fundację Stare Powązki we współpracy z Kancelarią Prezesa Rady Ministrów.

## Życie prywatne

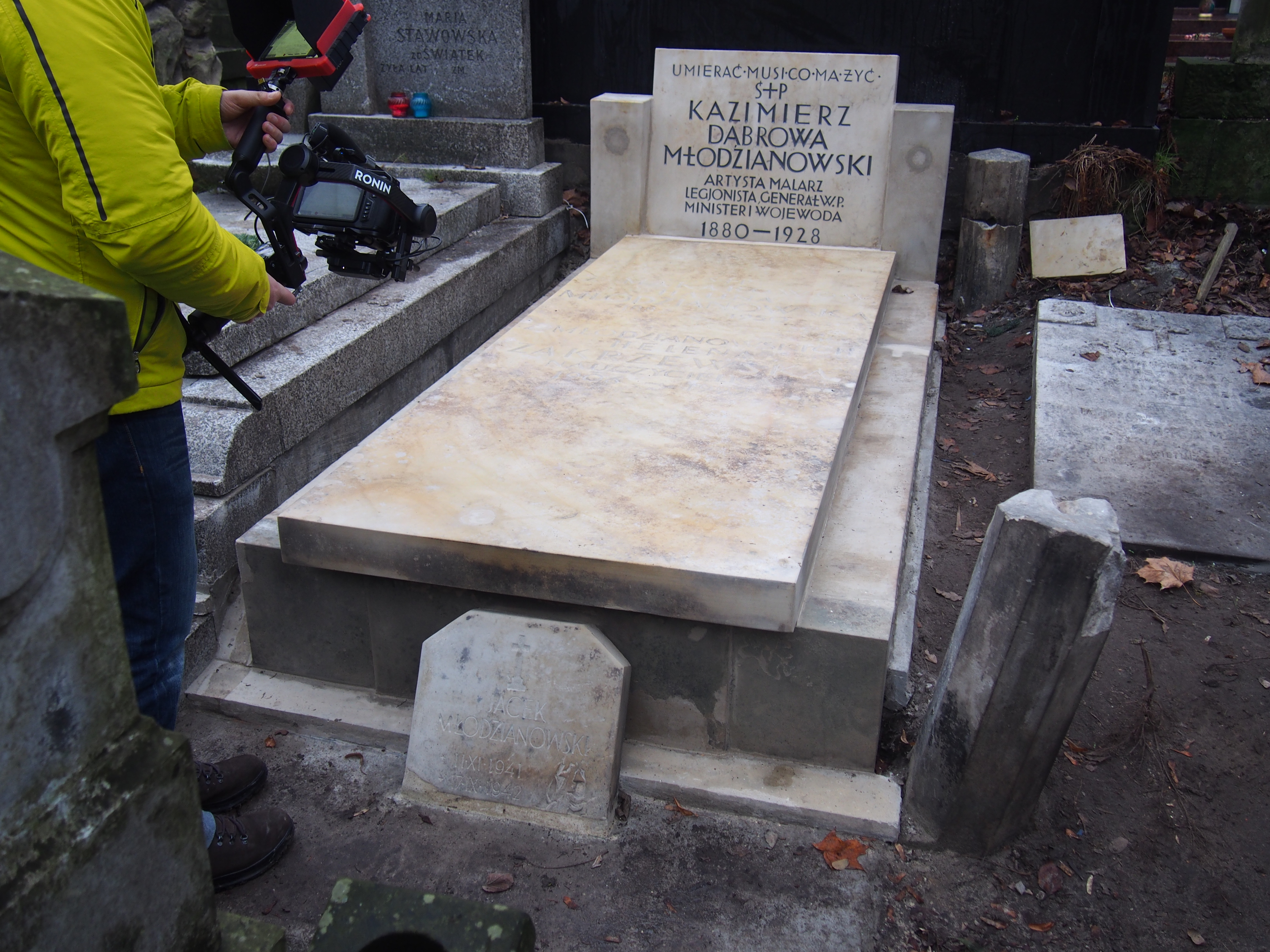
Grób Kazimierza Młodzianowskiego po konserwacji

Na przełomie marca i kwietnia 1902 wybrał się na Giewont w Tatrach. Schodząc ze szczytu zgubił drogę i wszedł w żleb Kirkora między dużym i Małym Giewontem. Schodząc trafił na miejsce bardzo strome i śliskie, gdzie spadł i po upadku stracił przytomność. Szczęśliwie upadł na zalegający grubą warstwą śnieg, pozbierał się i trafił do domu, gdzie potłuczony przeleżał kilka dni. O tym wydarzeniu napisał Stanisław Witkiewicz w liście do swojego syna Stanisława Ignacego Witkiewicza.
Był żonaty z N. Makarow-Wylczyńską (ur. 1880), z którą miał córki Bronisławę (ur. 1905) i Helenę (ur. 1906).

## Awanse
- podporucznik – 29 września 1914
- porucznik – 5 marca 1915
- podpułkownik – 3 maja 1922 zweryfikowany ze starszeństwem z dniem 1 czerwca 1919 i 54. lokatą w korpusie oficerów piechoty
- pułkownik – 31 marca 1924 ze starszeństwem z dniem 1 lipca 1923 i 11. lokatą w korpusie oficerów piechoty
- tytularny generał brygady – 4 października 1924

## Ordery i odznaczenia
- Krzyż Srebrny Orderu Wojskowego Virtuti Militari nr 7066 – 17 maja 1922[18]
- Krzyż Komandorski z Gwiazdą Orderu Odrodzenia Polski – 10 listopada 1927[19]
- Krzyż Niepodległości – 16 marca 1933[20]
- Krzyż Oficerski Orderu Odrodzenia Polski – 2 maja 1922[21]
- Krzyż Walecznych czterokrotnie: po raz 1 i 2 w 1922[22][23]
- Odznaka honorowa za Czas Pobytu na Froncie (pięciokrotnie)
- Kawaler Orderu Legii Honorowej (Francja, 1921 – zezwolenie Naczelnika Państwa)[24]